# Селиванов, Алексей Гордеевич
Алексе́й Горде́евич Селива́нов (17 марта 1900 года, село Кузьмино-Гать, Тамбовская губерния — 6 апреля 1949 года, Ялта) — советский военный деятель, генерал-лейтенант (1944 год).

## Биография
Алексей Гордеевич Селиванов родился 17 марта 1900 года в селе Кузьмино-Гать ныне Тамбовского района Тамбовской области.

### Гражданская война
В марте 1918 года был призван в ряды РККА и направлен красноармейцем в 3-ю лёгкую батарею 16-й дивизии. В августе 1919 года был направлен на учёбу в полковую школу 7-го Заволжского кавалерийского полка при штабе Южной группы войск в Самаре, после окончания которых в январе 1920 года был направлен на учёбу на 3-й Оренбургские командные кавалерийские курсы, которые закончил в 1921 году.
Принимал участие в боевых действиях на Южном и Восточном фронтах. В 1920 году за боевые отличия был награждён орденом Красного Знамени.

### Межвоенное время
С мая 1921 года Селиванов состоял в распоряжении начальника Приуральского окружного управления вузов, после чего был назначен на должность командира взвода 20-х Екатеринбургских курсов, в январе 1922 года — на должность командира взвода и эскадрона 25-х кавалерийских курсов, а затем — на должность командира взвода на 24-х Уфимских, 20-х и 3-х Омских кавалерийских курсах. В феврале 1924 года был переведён в 4-ю Ташкентскую объединённую военную школу имени В. И. Ленина, где служил на должностях командира взвода и помощника командира эскадрона.
В октябре 1925 года был направлен на учёбу на Среднеазиатские курсы востоковедения, по окончании которых в октябре 1928 года был назначен на должность помощника начальника оперативной части штаба 7-й отдельной кавалерийской бригады, дислоцированной в Сталинабаде.
В октябре 1929 года Селиванов был направлен на учёбу на специальные курсы при Разведывательном управлении Штаба РККА, после окончания которых в августе 1930 года был назначен на должность начальника пограничного разведывательного пункта Разведывательного отдела штаба Среднеазиатского военного округа в Кировабаде, а в марте 1933 года — на должность помощника начальника сектора Разведывательного отдела штаба Среднеазиатского военного округа.
В 1938 году закончил один курс Военной академии имени М. В. Фрунзе.
В октябре 1938 года Алексей Гордеевич Селиванов был назначен на должность помощника начальника штаба 4-й кавалерийской дивизии (Белорусский военный округ), а в январе 1940 года — на должность начальника штаба 24-й кавалерийской дивизии (Закавказский военный округ). Принимал участие в боевых действиях в ходе советско-финской войны.

### Великая Отечественная война
С началом войны Алексей Гордеевич Селиванов находился на той же должности в Закавказском военном округе, а с августа 1941 года в этом же округе исполнял должность командира 23-й кавалерийской дивизии, а затем исполнял должность заместителя командира 15-го кавалерийского корпуса. В мае 1942 года был назначен на должность заместителя начальника штаба — начальника оперативного отдела штаба Закавказского фронта, с июля исполнял должность заместителя командующего 44-й, а затем 9-й армий.
С 12 по 20 ноября 1942 года — заместитель командующего Конной армией, которая начала формироваться на Закавказском фронте для глубокого прорыва в дальний немецкий тыл. После отмены решения о формировании армии 20 ноября 1942 года генерал Селиванов был назначен на должность командира 5-го гвардейского Донского казачьего кавалерийского корпуса, который принимал участие в ходе битвы за Кавказ, за время которой прорвал укреплённую оборону на реке Кума.
28 января 1943 года за умелое управление корпусом в этих боях и проявленный героизм Селиванов был награждён орденом Кутузова 2 степени.
В сентябре 1943 года корпус принимал участие в Донбасской наступательной операции, в ходе которой прорвал укреплённую оборону противника на реке Кальмиус и освободил города Волноваха, Гуляйполе и Орехов. В ходе дальнейшего наступления корпус освободили сотни населённых пунктов, среди которых Каховка, Голая Пристань, Цюрупинск и другие.
В апреле 1944 года генерал-лейтенант Алексей Гордеевич Селиванов заболел туберкулёзом, после чего убыл на длительное лечение в туберкулезный санаторий в Крыму. В феврале 1949 года генерал-лейтенант Алексей Гордеевич Селиванов был уволен в отставку. Умер 6 апреля 1949 года в Ялте, похоронен в Ливадии.

## Награды
- Орден Ленина (21.02.1945);
- Четыре ордена Красного Знамени (1920, 13.12.1942, 3.11.1944, 1948);
- Орден Суворова 2 степени (24.04.1944);
- Орден Кутузова 2 степени (Указом ПВС СССР от 28 января 1943 года награждён данным орденом одним из первых);
- Орден Богдана Хмельницкого 2 степени (19.03.1944);
- Медали.

## Память
- В. П. Цветкова, в будущем народный художник Украины, писала портреты героев войны, в том числе генерал-лейтенанта А. Г. Селиванова находившегося на излечении в Ялте[2].
- В честь Алексея Гордеевича Селиванова названа улица в Ростове-на-Дону и в его родном селе Кузьмино-Гать (Тамбовский район, Тамбовская область).
- С 20 декабря 2016 года Могила гвардии генерал-лейтенанта А. Г. Селиванова, местонахождение Республика Крым, городской округ Ялта, пгт. Ливадия, Севастопольское шоссе, поселковое кладбище была включён в Реестр культурного наследия народов России со статусом объект регионального значения.  Объект культурного наследия народов РФ регионального значения. Рег. № 911710901440005 (ЕГРОКН)